# اندي جيليت
اندي جيليت (بالفرنسية: Andy Gillet)‏ هو عارض وممثل فرنسي، ولد في 8 يوليو 1981 بسان دوني في فرنسا.

## وصلات خارجية
- اندي جيليت على موقع IMDb (الإنجليزية)
- اندي جيليت على موقع ألو سيني (الفرنسية)
- اندي جيليت على موقع قاعدة بيانات الفيلم (الإنجليزية)